# Sabatieria ornata
Sabatieria ornata är en rundmaskart som först beskrevs av E. Ditlevsen 1918.  Sabatieria ornata ingår i släktet Sabatieria och familjen Comesomatidae. Arten är reproducerande i Sverige. Inga underarter finns listade i Catalogue of Life.